# Forestburgh
Forestburgh es un pueblo ubicado en el condado de Sullivan en el estado estadounidense de Nueva York. En el año 2010 tenía una población de 819 habitantes.

## Geografía
Forestburgh se encuentra ubicado en las coordenadas 41°33′44″N 74°42′45″O / 41.56222, -74.71250. Según la Oficina del Censo, la ciudad tiene un área total de 147,1 km² (56,8 mi²), de la cual 143 km² (55,2 mi²) es tierra y 4,2 km² (1,6 mi²) (2.83%) es agua.

## Demografía
Según la Oficina del Censo en 2000 los ingresos medios por hogar en la localidad eran de $56,125, y los ingresos medios por familia eran $60,139. Los hombres tenían unos ingresos medios de $37,500 frente a los $35,347 para las mujeres. La renta per cápita para la localidad era de $26,864. Alrededor del 7% de la población estaban por debajo del umbral de pobreza.